# 席玉虎
席玉虎（1961年—2019年1月31日），男，山西人，中国出版家，《英語週報》前任社長兼總編。在他任內，《英語週報》從地區小報一躍成為了世界發行量最大的報紙。

## 生平
2011年赴美考察，曾接受前美國總統比爾·克林頓接見。
2019年1月31日上午病逝，享年58岁。

## 榮譽
席玉虎曾獲得下列榮譽：
- 全国最具影响力传媒人物（2005年）
- 山西省十大文化创新人物（2006年）
- 中国百名优秀出版企业家（2009年）
- 山西首批“四個一批”人才（2013年）[5]
- 中国报业经营管理奖（2014年）[6]